# Zia Scolastica
Zia Scolastica è un personaggio del romanzo Il fu Mattia Pascal di Luigi Pirandello, la sorella del padre del protagonista.

## Descrizione
Pirandello, influenzato dalla corrente del verismo, crea dei personaggi molto realistici all'interno dei suoi romanzi: non sono semplici allegorie di un pregio o un difetto, sono tutte figure complete e complesse, che spesso vediamo cambiare, crescere e maturare all'interno dei romanzi. 
È descritta come una donna dal carattere molto forte, spesso addirittura bisbetico.
Compare per la prima volta al capitolo 3, dove cerca di convincere la madre di Mattia Pascal a riprendere marito. Le consiglia come futuro sposo il rispettabile signor Gerolamo Pomino, che le sarebbe stato utile anche per controllare gli affari economici della famiglia Pascal senza lasciarli nelle mani del ladro Batta Malagna. Già in questo capitolo Pirandello mostra alcune peculiarità della personalità della zia, come la testardaggine e la voglia di essere indipendente. Inizialmente infatti il sig. Pomino voleva sposare Zia Scolastica ma lei decise di rifiutare perché non intendeva prendere marito a meno che non fosse stata assolutamente sicura della fedeltà di quest'ultimo.
Zia Scolastica non si sposerà mai, probabilmente perché non trovò mai nessuno di cui potersi completamente fidare.
Viene menzionata anche nei capitoli 4, 5 e 6, sempre per brevi episodi. Notiamo comunque che ha un carattere molto forte, tale da indurre in soggezione il giovane Mattia Pascal, che da piccolo ne era terrorizzato. Inoltre un fattore che enfatizza ulteriormente la sua forza di carattere si può trovare nell'episodio del litigio tra zia Scolastica e la vedova Pescatore, un altro personaggio del romanzo, noto per il suo carattere scorbutico e saccente. La zia è infatti l'unica persona in grado di tenere testa alla famigerata vedova. 
Tuttavia scopriamo nella vicenda che anche Zia Scolastica sa essere buona e sensibile a modo suo. Per esempio, fu lei ad accogliere in casa sua la madre di Mattia Pascal per proteggerla dalle angherie della consuocera, che è proprio la vedova Pescatore, e della nuora. Fu sempre lei a pagare per il funerale della madre di Pascal, mentre il figlio si trovava in grave difficoltà economiche. Inoltre fu la stessa zia Scolastica ad accogliere, alla fine del romanzo, il nipote Mattia tornato a Miragno dopo che per anni tutti lo avevano creduto morto.

## Il cambiamento
Il suo cambiamento nel corso del romanzo è evidente; infatti all'inizio non era altro che una “zitellona e bisbetica, con un paio d'occhi da furetto, bruna e fiera”, la perfida zia con cui il protagonista litigava: “m'afferrò per il mento, me lo strinse forte forte con le dita […] finché poi emise una specie di grugnito e mi lasciò”. Tuttavia nel finale si riscatta; evidentemente l'assenza di Mattia l'ha fatta maturare, come si nota grazie alla frase: “Io ora vivo in pace con la vecchia Zia Scolastica. […] La mia bislacca avventura m'ha rialzato d'un tratto nella stima di lei”.